# Kyūshū-Autobahn
Die Kyūshū-Autobahn (jap. 九州自動車道, Kyūshū Jidōshadō) ist eine verkehrstechnisch bedeutende Autobahn in Japan. Seit der Einführung eines Nummerierungssystems für japanische Autobahnen im Frühjahr 2017 trägt sie die Nummer E3. Sie durchquert die japanische Insel Kyūshū von Kitakyūshū bis Kagoshima. Ihr Verlauf folgt dabei im Wesentlichen dem der Nationalstraße 3.
Die 346,4 km lange Autobahn wird von der westjapanischen Autobahnbetreibergesellschaft Nishi-Nihon Kōsokudōro K.K. (engl. West Nippon Expressway Co., Ltd., NEXCO) betrieben und ist als „Nationale Hauptstrecke“ (Kokkandō, kurz für 国土開発幹線自動車道, kokudo kaihatsu kansen jidōshadō) klassifiziert.

## Streckenbeschreibung

### Kitakyūshū – Fukuoka
Die Kyūshū-Autobahn beginnt an der Anschlussstelle Moji in der Stadt Kitakyūshū und stellt die Fortsetzung der Kammon-Autobahn dar. Sie führt in ostsüdöstlicher Richtung durch das restliche Stadtgebiet. In Kokura, dem zentralen Bezirk der Stadt Kitakyūshū, zweigt am Dreieck Kitakyūshū die Higashi-Kyūshū-Autobahn in Richtung Ōita ab. Anschließend folgen zwei lange Tunnel durch die Berge Fukuchiyama (der Hausberg von Kitakyūshū) und Kongōzan. Die Anschlussstelle Yahata stellt die letzte Ausfahrt auf dem Gebiet der Stadt Kitakyūshū dar. Die Kyūshū-Autobahn überquert dann den Fluss Onga, der die westliche Stadtgrenze bildet.
Danach durchquert die Kyūshū-Autobahn die Kohlereviere von Nōgata und Kurate. Anschließend wird der Verlauf von niedrigen, bewaldeten Bergen geprägt. Ab Koga führt sie primär in südliche Richtung. Zwischen den Anschlussstellen Fukuoka und Dazaifu führt sie an der Stadt Fukuoka vorbei. Beide Anschlussstellen stellen gleichzeitig auch Autobahndreiecke mit dem Netz der Stadtautobahn Fukuoka dar. An der Anschlussstelle Fukuoka zweigt die Route des Asian Highway 1 in Richtung Fährhafen Hakata ab. Ab der Anschlussstelle Dazaifu ist die Kyūshū-Autobahn sechsstreifig.

### Fukuoka – Kurume
Südlich von Dazaifu überquert die Kyūshū-Autobahn eine niedrige Gebirgsschwelle, die die Ebene von Fukuoka von der Chikugo-Ebene trennt. Im Bereich dieses Abschnitts liegen mehrere historisch bedeutende Stätte, wie die Überreste des antiken Dazaifu, der Dazaifu-Temmangū-Schrein, der Mizuki-Schutzwall, und der Berg Tampaizan auf dem Gebiet der Stadt Chikushino.
Anschließend durchquert ein kurzes Stück der Kyūshū-Autobahn die Städte Kiyama und Tosu der Präfektur Saga. Kurz vor dem Kreuz Tosu tritt sie in die Chikugo-Ebene ein. An selbigem Kreuz geht in östlicher Richtung die Ōita-Autobahn, in westlicher Richtung die Nagasaki-Autobahn ab. Der gesamte in der Präfektur Saga liegende Abschnitt verläuft parallel zur Präfekturgrenze.
Nach dem Wiedereintritt in die Präfektur Fukuoka (Region Chikugo) überquert sie kurz vor der Anschlussstelle Kurume den längsten Fluss der Insel Kyūshū, den Chikugo. Ab der Anschlussstelle Kurume ist die Kyūshū-Autobahn für den Rest des Verlaufs vierstreifig

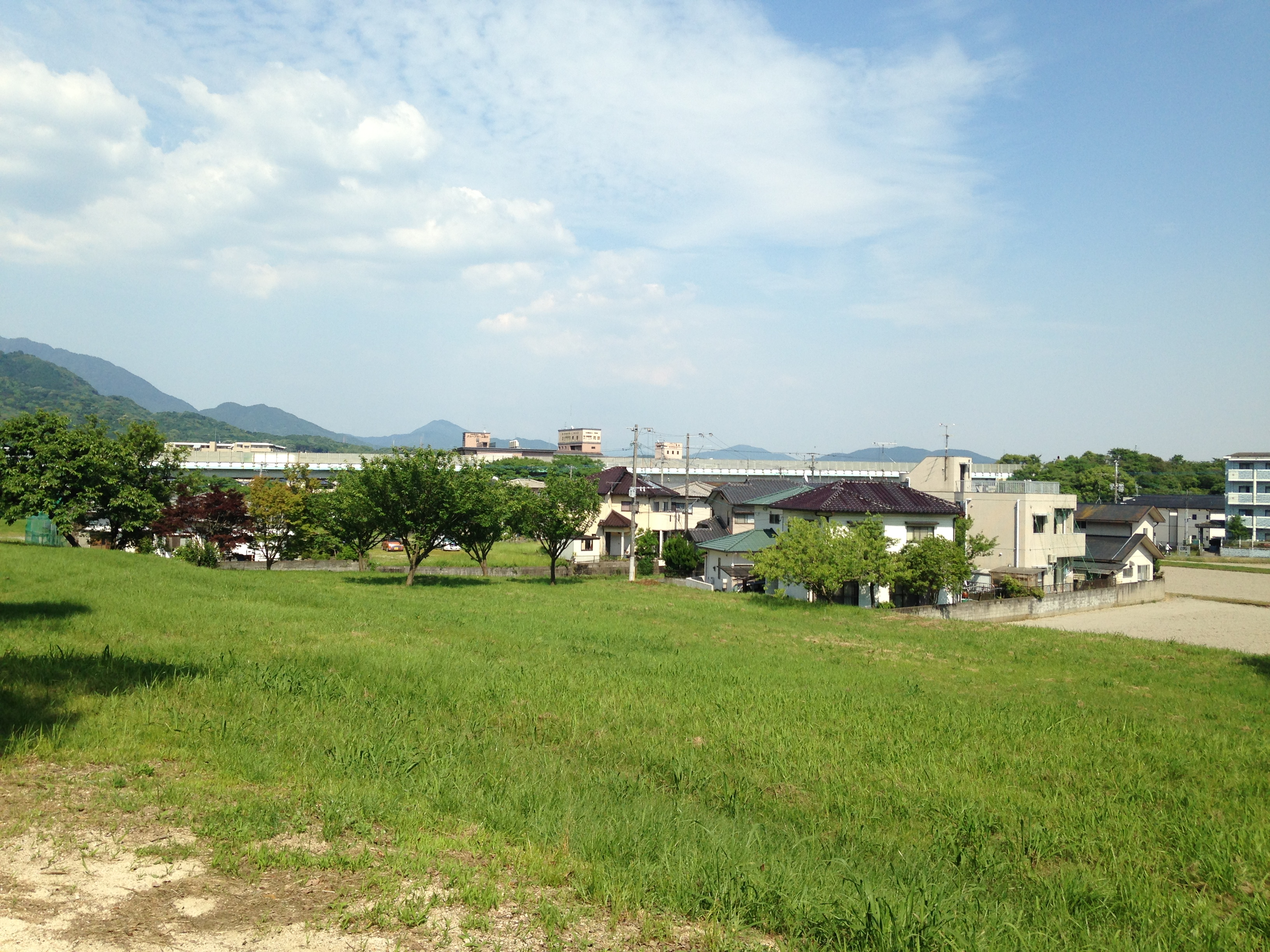
Viadukt der Kyūshū-Autobahn vom Mizuki-Schutzwall aus gesehen
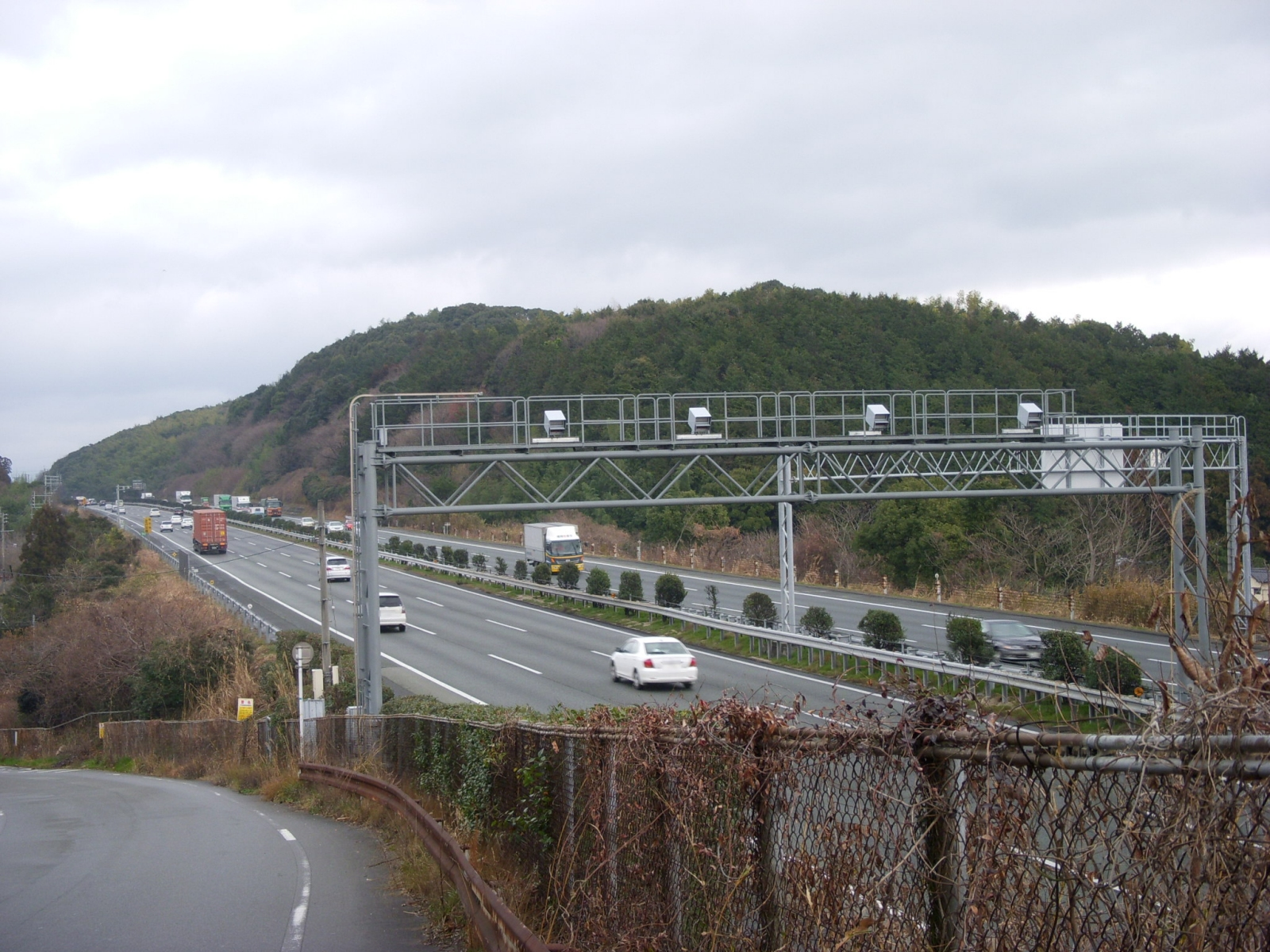
Bei Kiyama
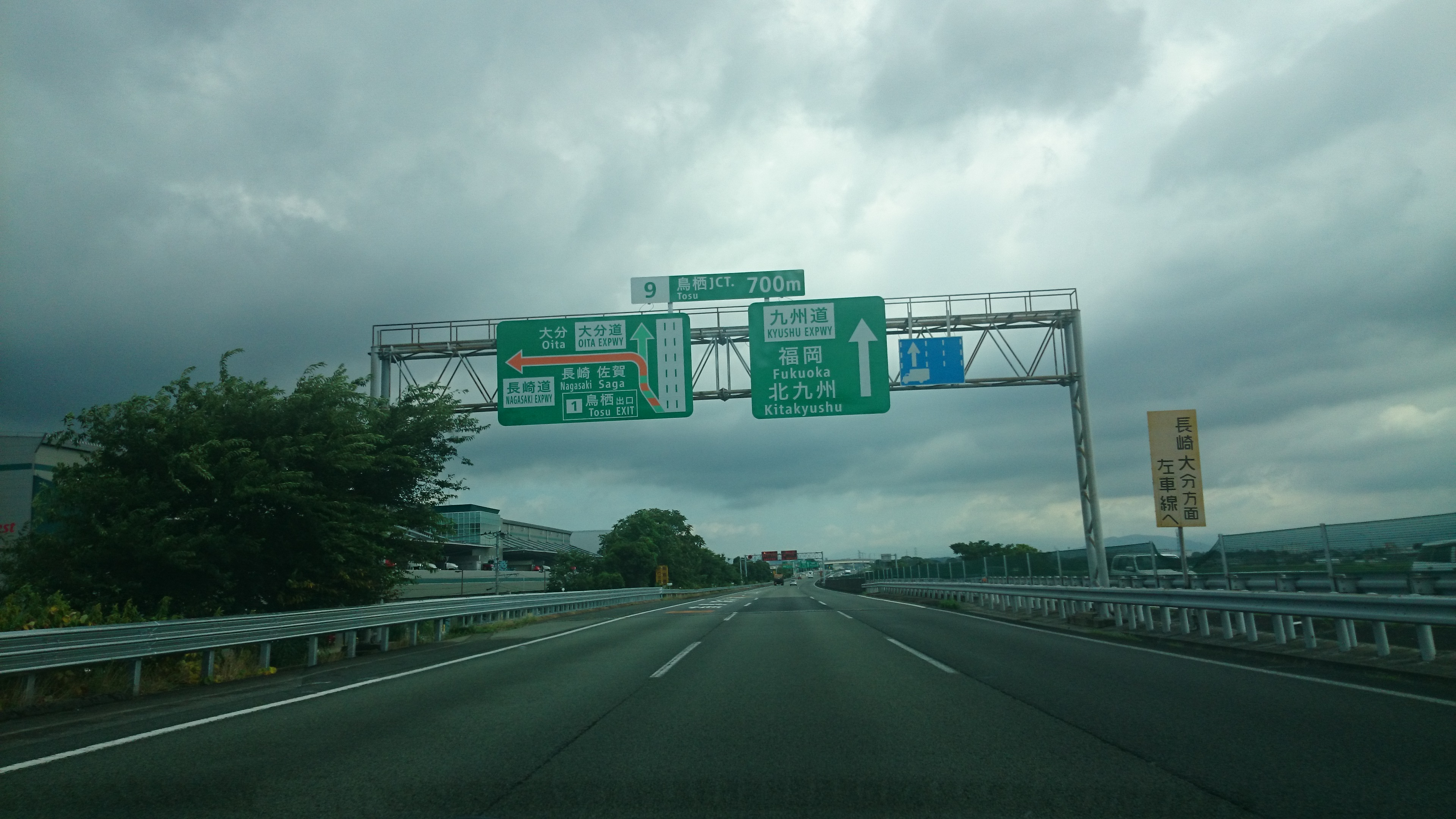
Am Kreuz Tosu

### Kurume – Kumamoto
Südlich von Kurume verlässt die Kyūshū-Autobahn die Chikugo-Ebene und verläuft durch die westlichen Ausläufer des Yame-Berglandes. An einigen Stellen hat man eine gute Aussicht auf die ländlich geprägten südlichen Abschnitte der Chikugo-Ebene zwischen Yanagawa und Ōmuta. Zwischen Ōmuta und Ueki wird das Terrain gebirgiger und steiler. Anschließend folgt die Ebene von Kumamoto.

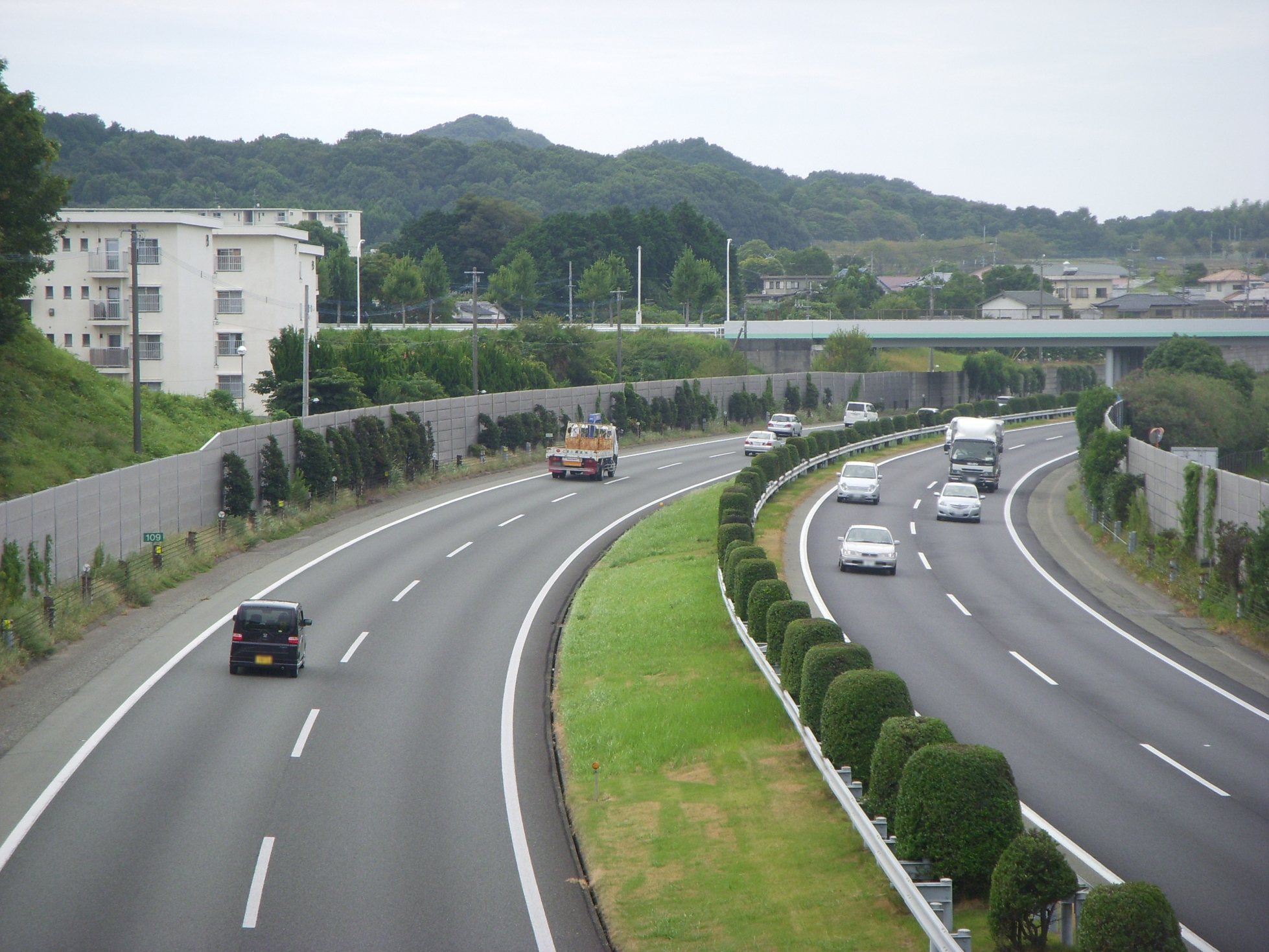
Bei Kurume
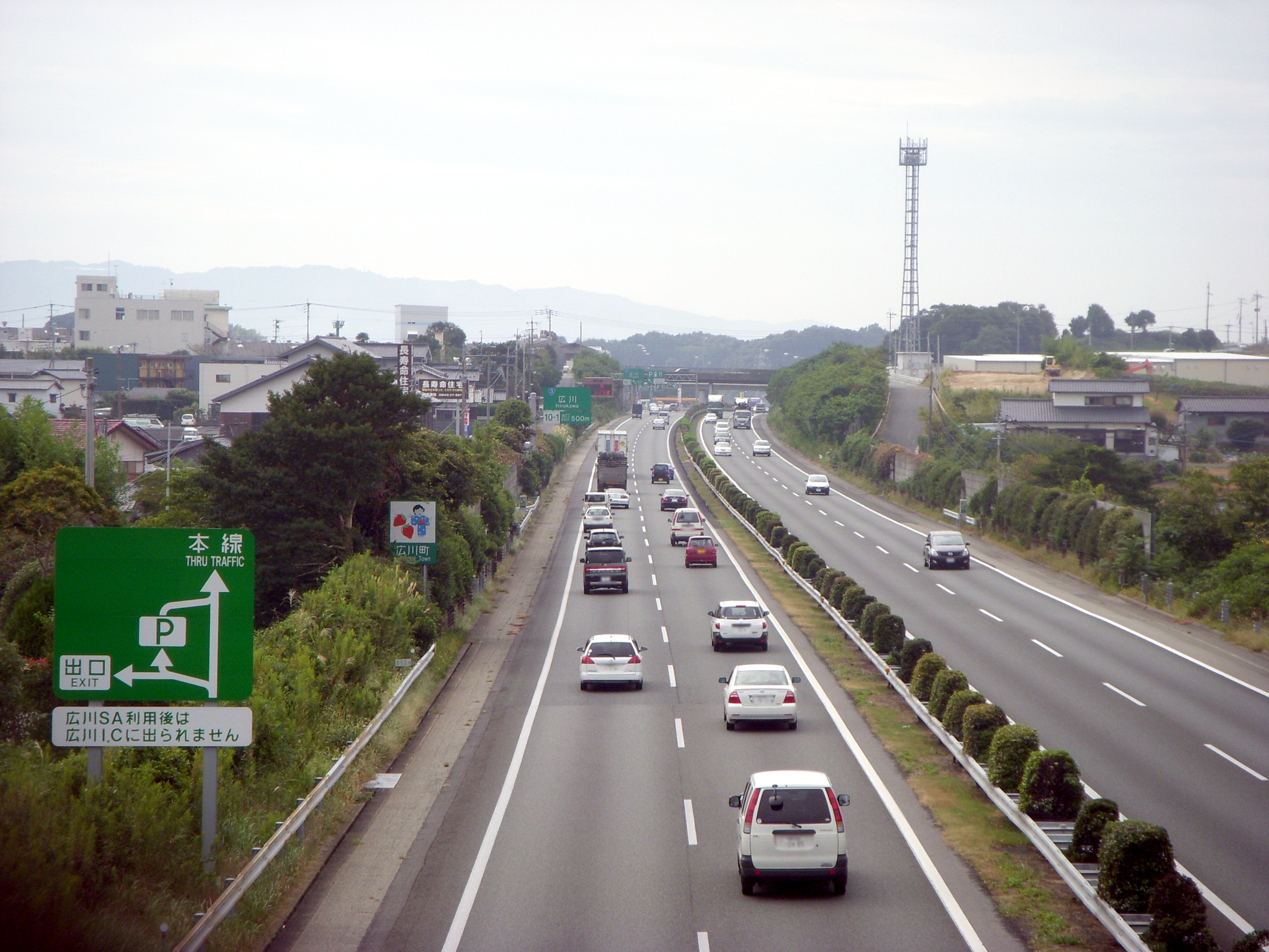
Bei Hirokawa
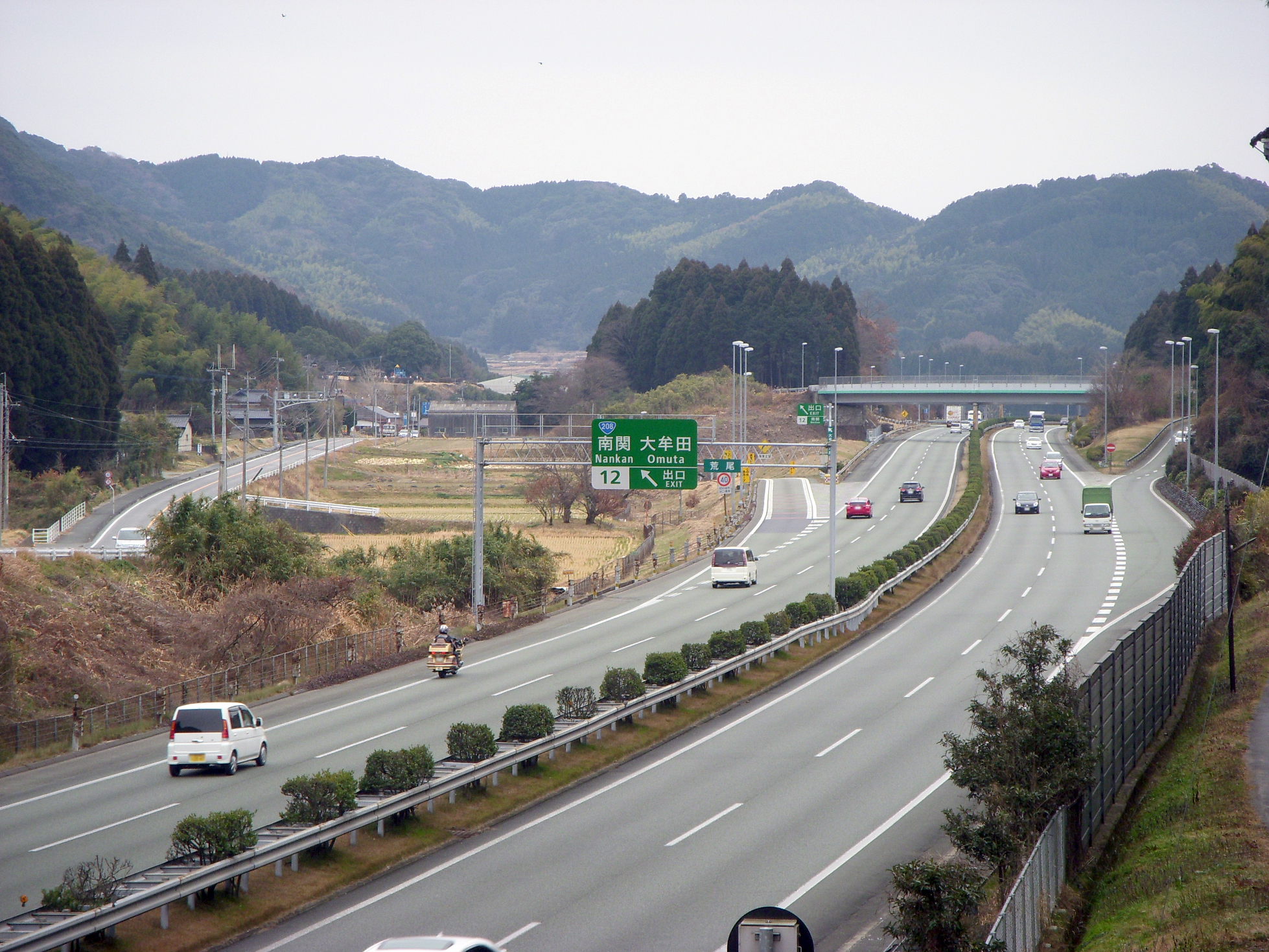
Ausfahrt Nankan
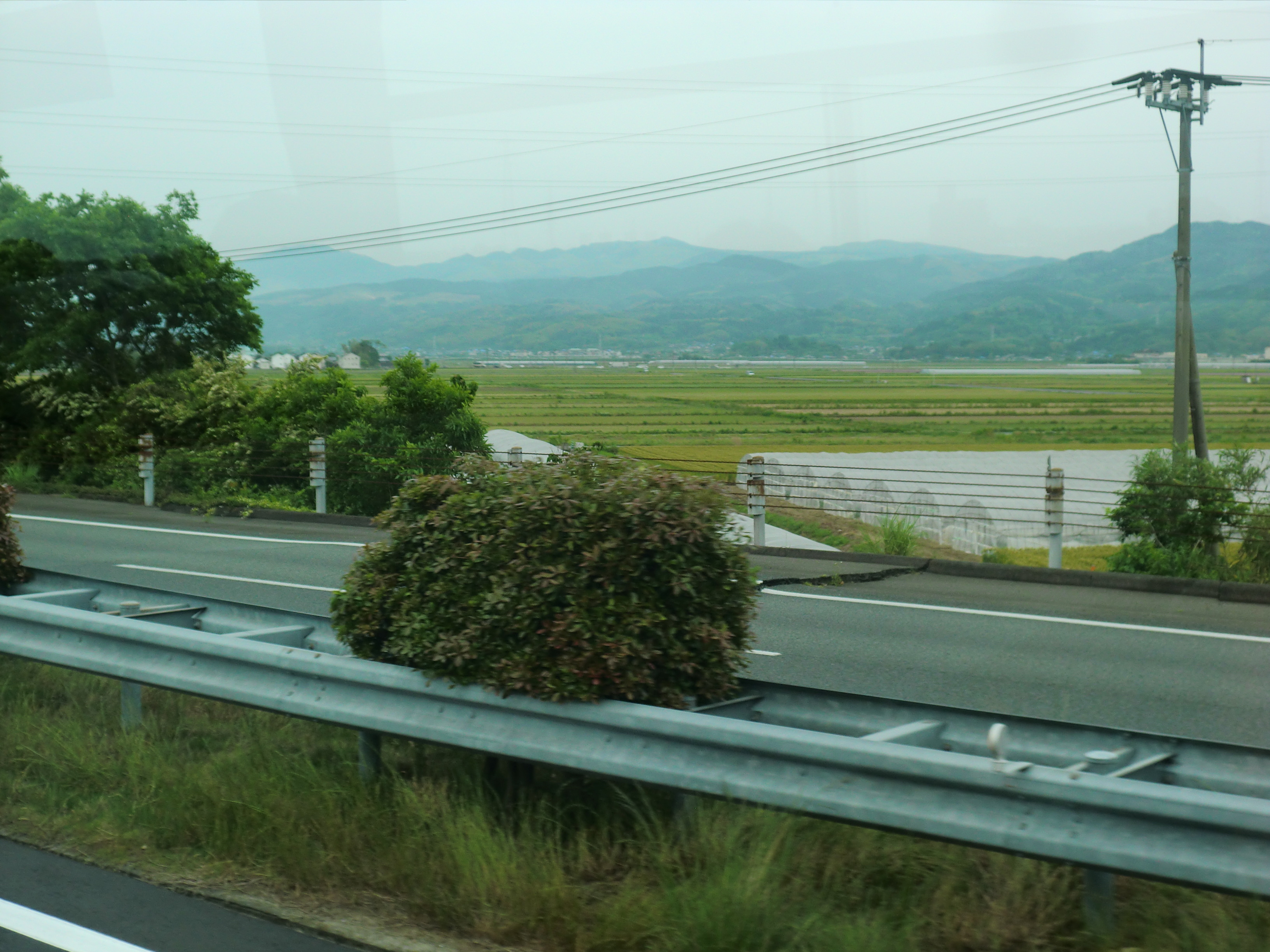
Bei Kumamoto, mit Schäden, die das Kumamoto-Erdbeben 2016 verursacht hat

### Kumamoto – Yatsushiro
Die Kyūshū-Autobahn führt östlich an Kumamoto vorbei durch landwirtschaftlich geprägte gebiete der Kumamoto-Ebene. Das Relief ist flach bis sanft-hügelig. Nach der Anschlussstelle Mashiki zweigt die Chūō-Kyūshū-Autobahn ab. Am Dreieck Yatsushiro zweigt die Minami-Kyūshū-Autobahn ab, die als Parallele der Kyūshū-Autobahn weiter der Westküste Kyūshūs folgt. Die Trasse der Kyūshū-Autobahn führt in südöstlicher Richtung weiter durch das Higo-Gebirge.

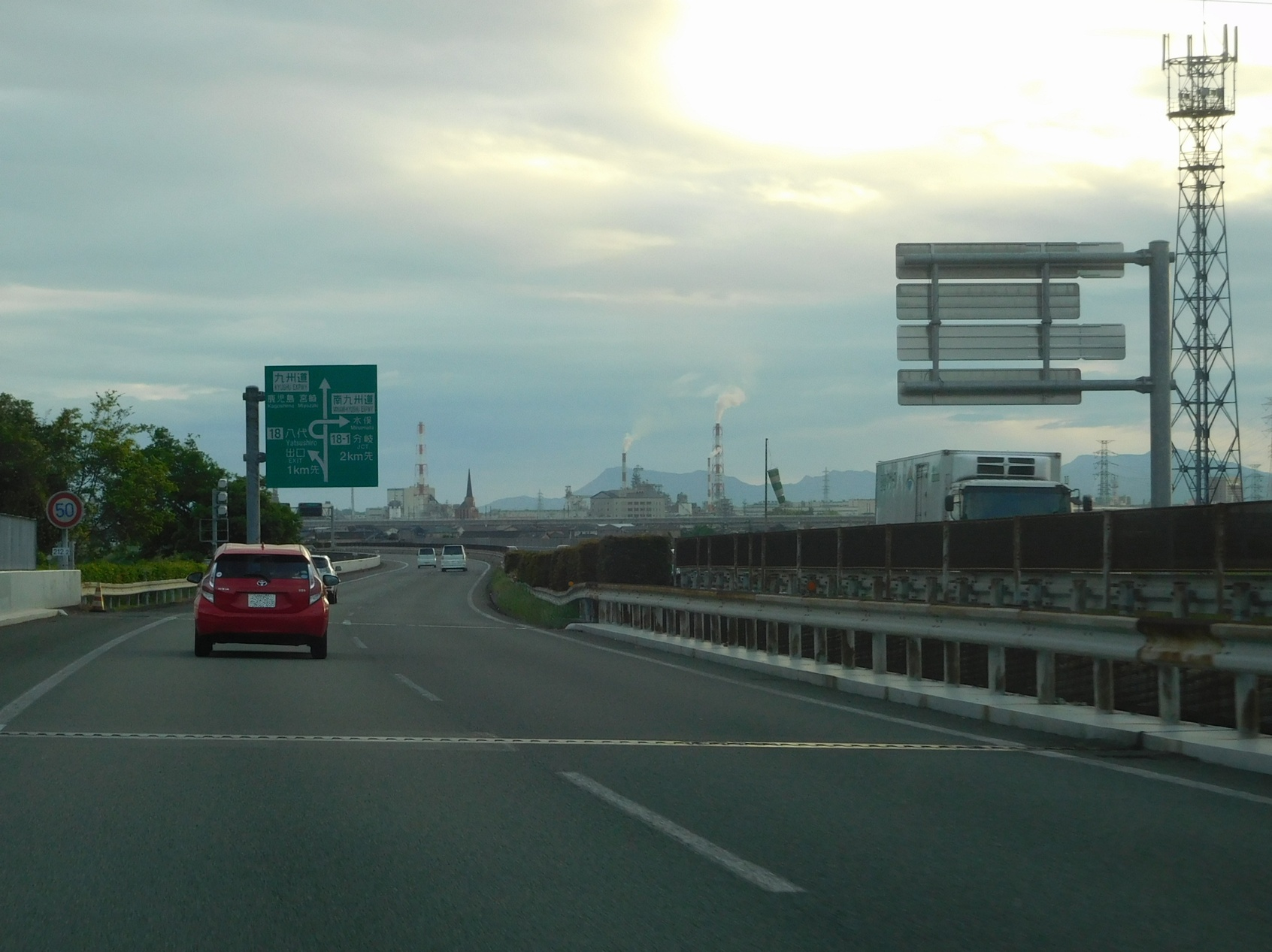
Bei Yatsushiro
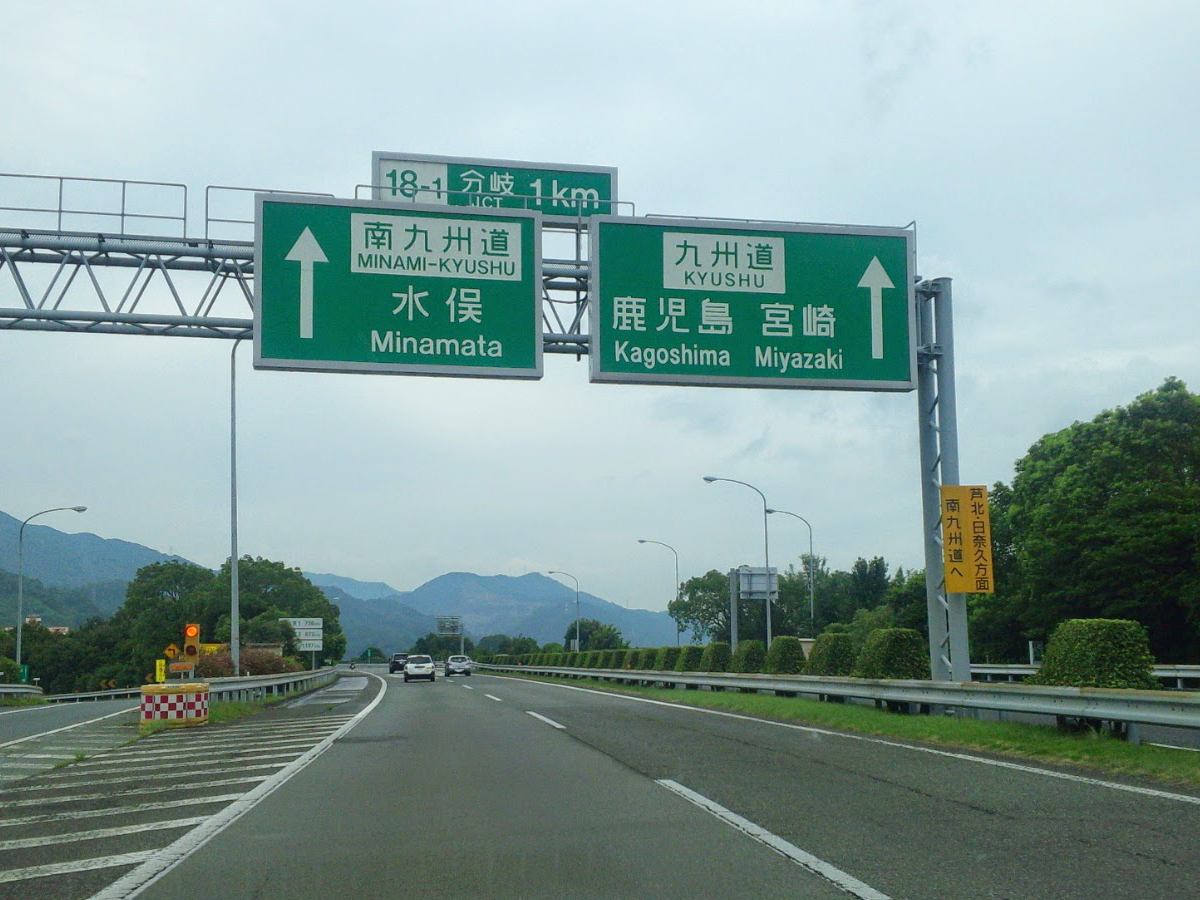
Kurz vor dem Dreieck Yatsushiro

### Yatsushiro – Ebino
Unmittelbar südlich vom Dreieck Yatsushiro tritt die Kyūshū-Autobahn in das Higo-Gebirge ein. Dieser Abschnitt wird von insgesamt 23 Tunneln und mehreren Talbrücken zwischen diesen dominiert. Die einzige größere Ortschaft im Verlauf dieses Abschnitts ist die Stadt Hitoyoshi nach dem 22. der 23 Tunnel. Die längsten Tunnel dieses sehr gebirgigen Abschnitts sind der Higo-Tunnel (Nr. 15) und der Kakutō-Tunnel (Nr. 23). Im Verlauf dieses Abschnitts überquert die Kyūshū-Autobahn den Fluss Kumagawa mehrmals, der sich durch sein schmales Tal durch das Higo-Gebirge schlängelt.
Nach dam Kakutō-Tunnel, in dem die Präfekturgrenze Kumamoto-Miyazaki quert, endet das Higo-Gebirge und es beginnt die Ebino-Ebene. Ab hier ist die Landschaft von den Vulkanen des Kirishima-Berglandes geprägt. Die Stadt Ebino ist die einzige Gemeinde der Präfektur Miyazaki im Verlauf der Kyūshū-Autobahn. Am Autobahndreieck Ebino zweigt die Miyazaki-Autobahn in Richtung der Präfekturhauptstadt Miyazaki ab.

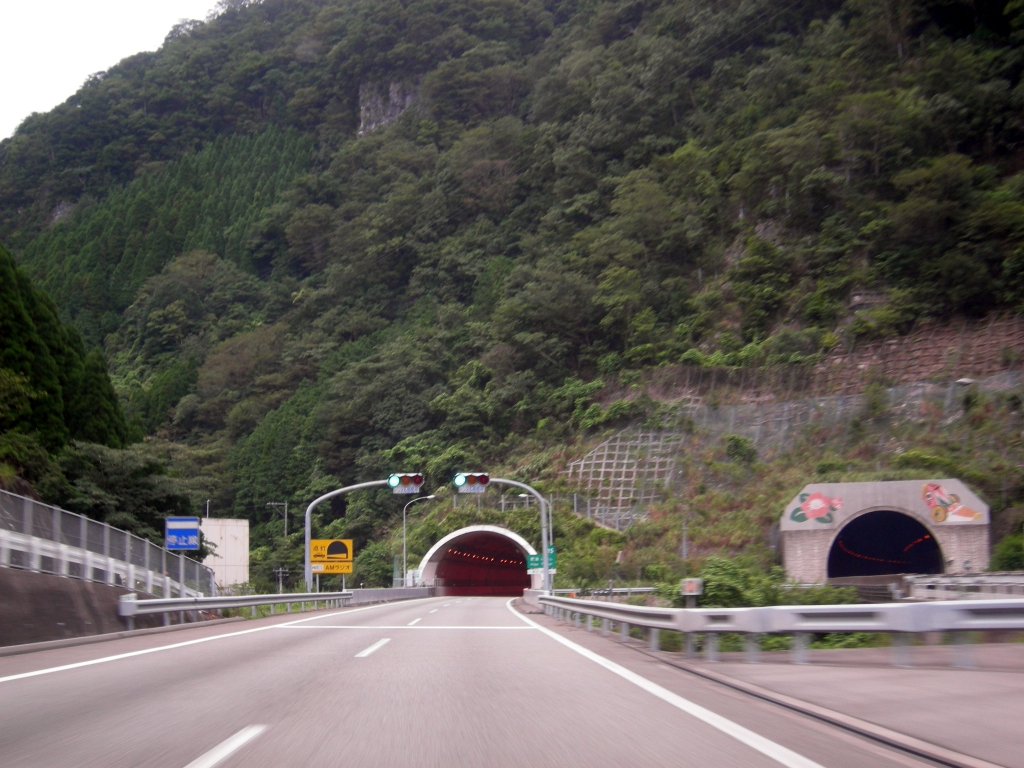
Higo-Tunnel
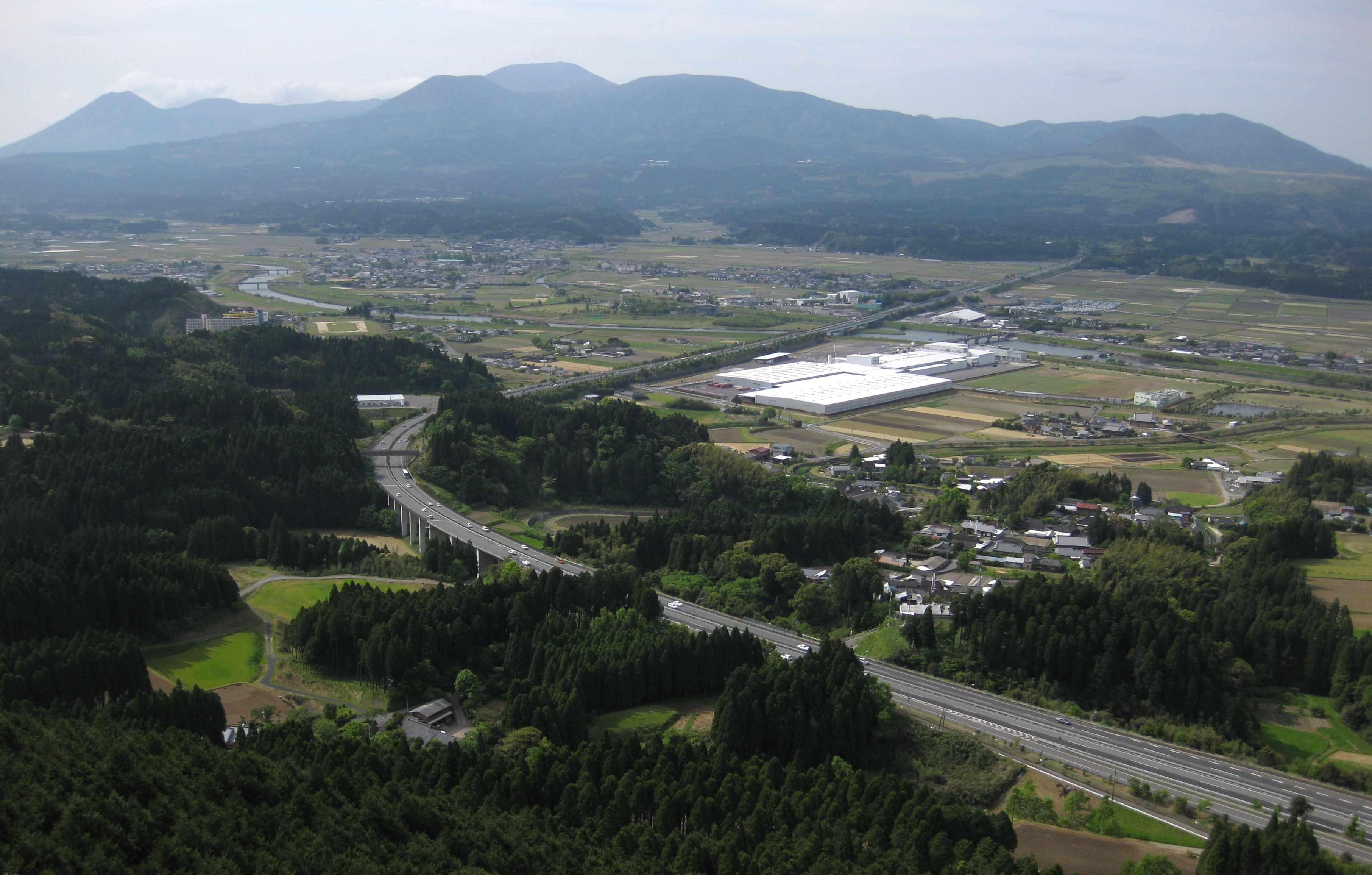
Bei Ebino
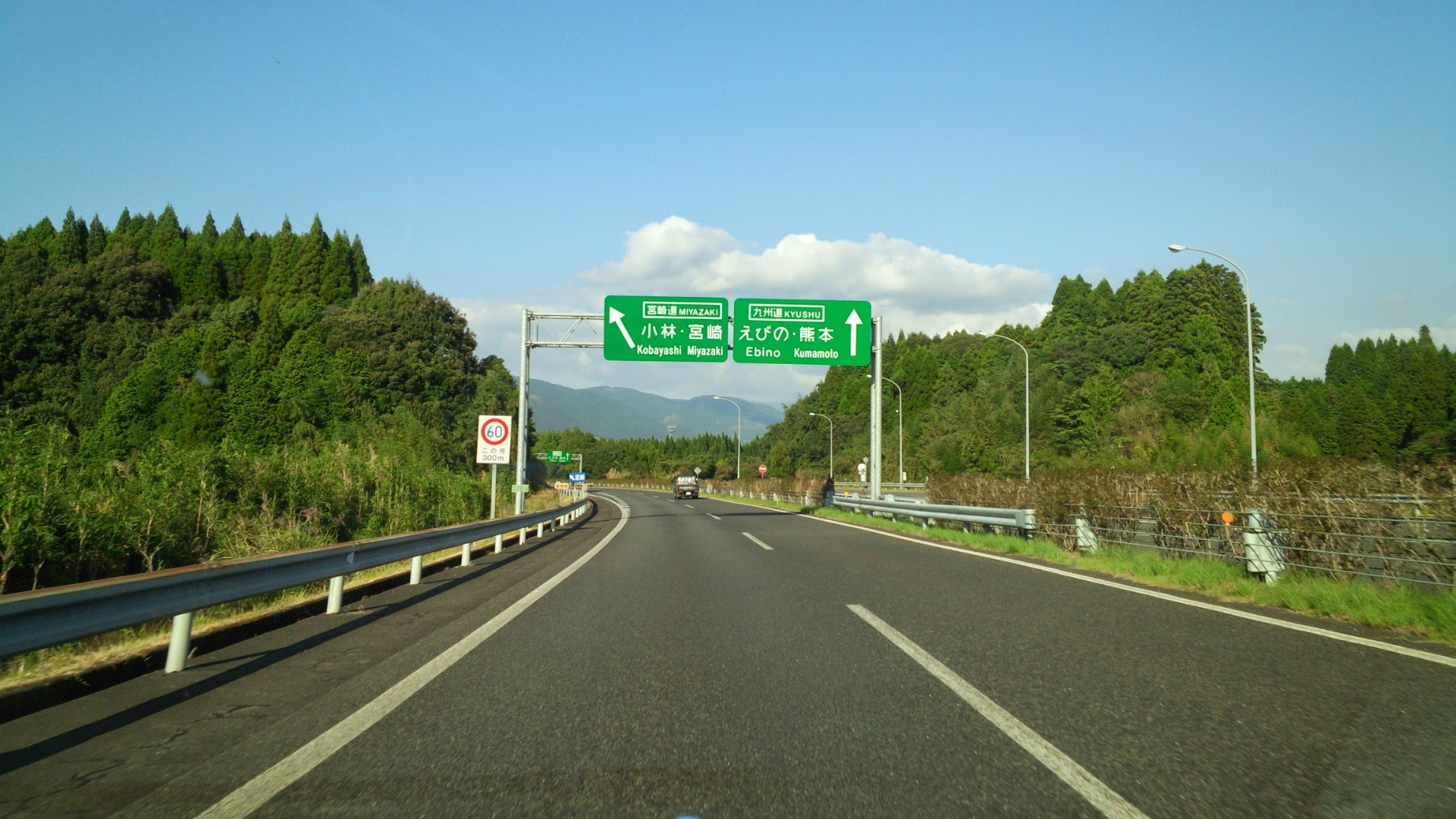
Am Dreieck Ebino

### Ebino – Kagoshima
Südlich von Ebino tritt die Kyūshū-Autobahn in die Präfektur Kagoshima ein. Dieser letzte Abschnitt ist geprägt von sanftem, niedrigem Bergland. Beim Dreieck Kajiki trifft die Kyūshū-Autobahn erneut auf die Higashi-Kyūshū-Autobahn, die dort ihr südliches Ende hat. Ab ungefähr hier beginnt die Satsuma-Halbinsel. Die Raststätte Sakurajima bietet einen schönen Panoramablick auf diesen Hausberg der Stadt Kagoshima.
Kurz vor Kagoshima wird das Terrain noch einmal schroffer, so dass die Kyūshū-Autobahn noch einmal durch zwei Tunnel führt. Wenige Kilometer vor dem Ende der Autobahn gibt es die Mautstelle Kagoshima-Kita.
Die Anschlussstelle Kagoshima stellt gleichzeitig sowohl das Ende der Kyūshū-Autobahn als auch der von der Westküste kommenden Minami-Kyūshū-Autobahn dar. Die Trasse verläuft dann als "Ibusuki Sky Line", einer größtenteils mautpflichtigen und zu Beginn autobahnähnlichen Schnellstraße, weiter bis nach Ibusuki am Südende der Satsuma-Halbinsel.

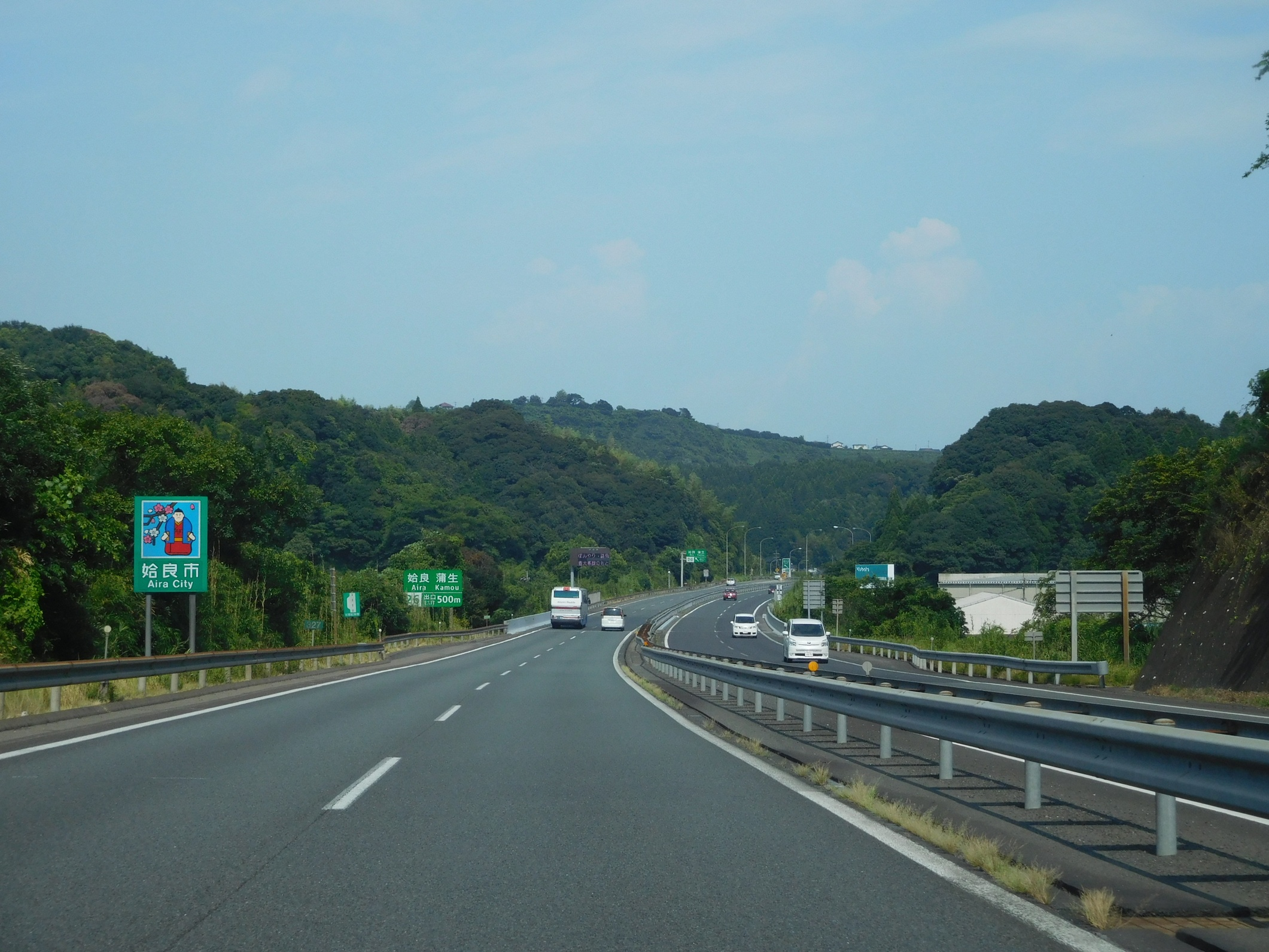
Bei Aira
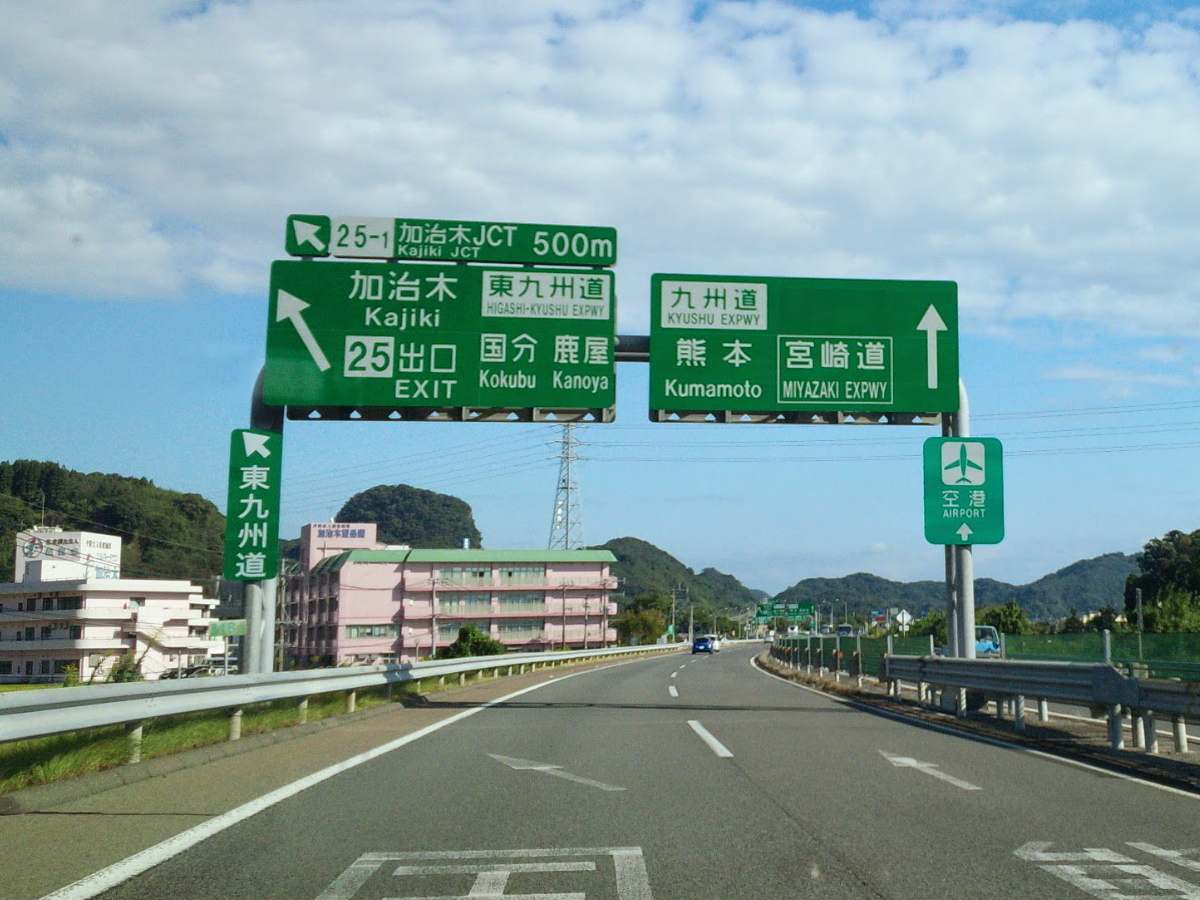
Am Dreieck Kajiki
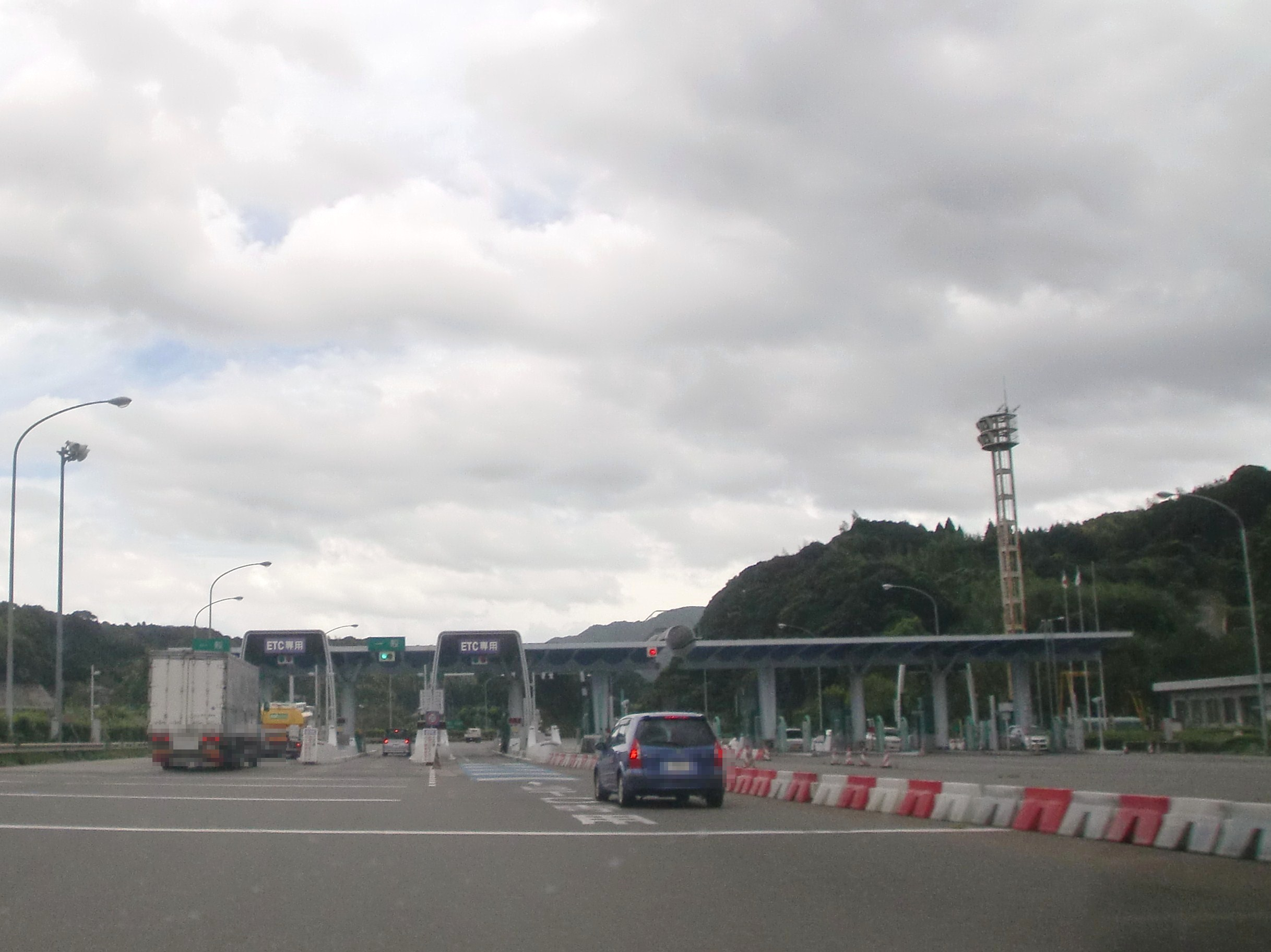
Mautstelle Kagoshima-Kita
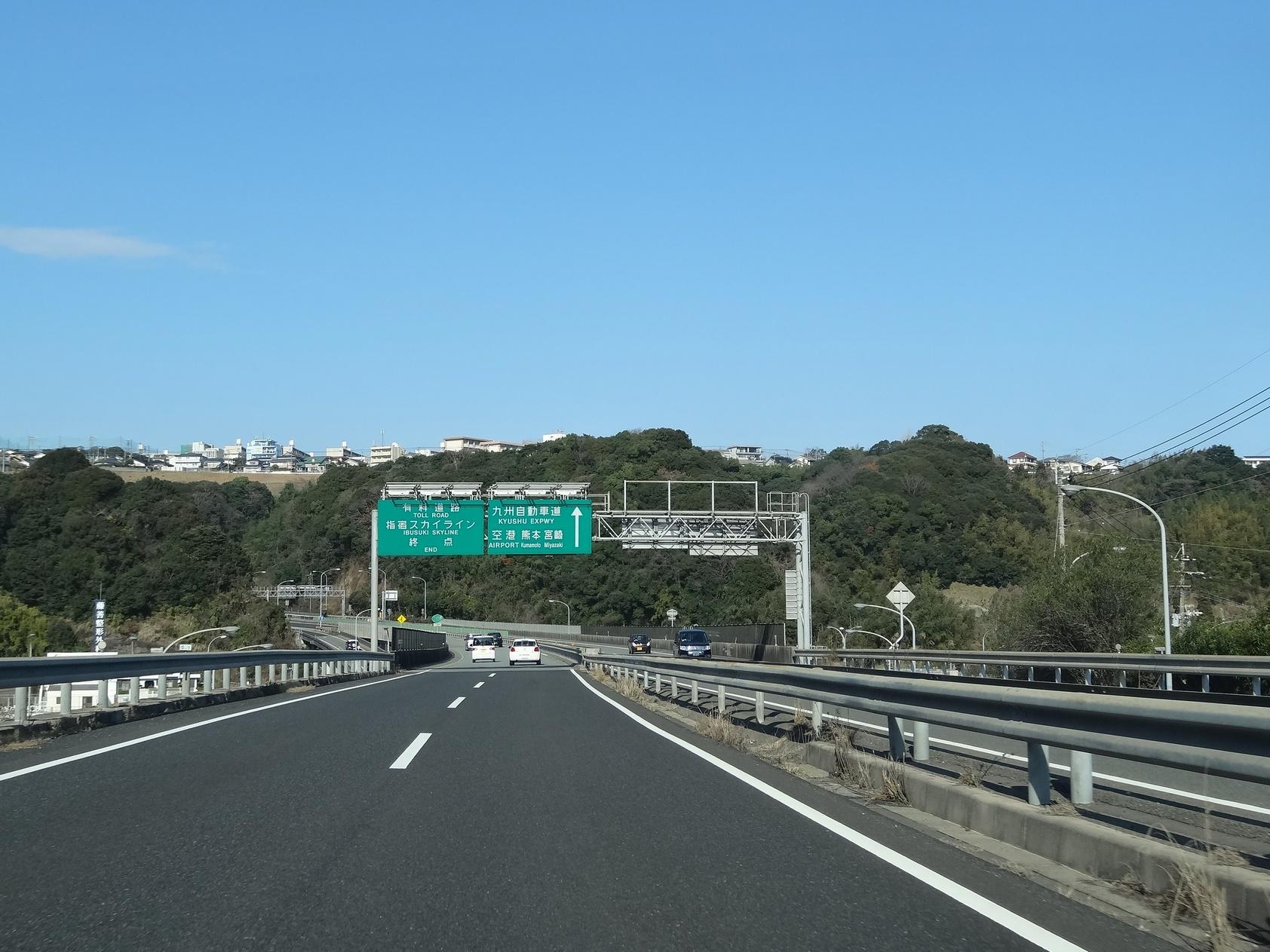
Übergang von Ibusuki Sky Line in die Kyūshū-Autobahn

## Anschlussstellen (Interchange)
Moji (1) – Shinmoji (1-1) – Kokura-Higashi (2) – Kokura-Minami (3) – Yahata (4) – Miyawaka (5) – Koga (6) – Fukuoka (7) – Dazaifu (8) – Chikushino (8-1) – Tosu (9) – Kurume (10) – Hirokawa (10-1) – Yame (11) – Miyama-Yanagawa (11-1) – Nankan (12) – Kikusui (13) – Ueki (14) – Kumamoto (15) – Mashiki-Kumamoto-Kūkō (15-1) – Mifune (16) – Matsuhashi (17) – Yatsushiro (18) – Hitoyoshi (19) – Ebino (20) – Kurino (22) – Yokogawa (23) – Mizobe-Kagoshima-Kūkō (24) – Kajiki (25) – Aira (26) – Satsuma-Yoshida (27) – Kagoshima-Kita (28) – Kagoshima (29)

## Verlauf
- Präfektur Fukuoka
  - Kitakyūshū – Nōgata – Miyawaka – Fukutsu – Koga – Fukuoka – Ōnojō – Dazaifu – Chikushino
- Präfektur Saga
  - Tosu
- Präfektur Fukuoka
  - Ogōri – Kurume – Yame – Chikugo – Miyama – Ōmuta
- Präfektur Kumamoto
  - Yamaga – Kumamoto – Kōshi – Uki – Yatsushiro – Hitoyoshi
- Präfektur Miyazaki
  - Ebino
- Präfektur Kagoshima
  - Kirishima – Kagoshima